# Szymanów (gromada w powiecie lipskim)
Szymanów – dawna gromada, czyli najmniejsza jednostka podziału terytorialnego Polskiej Rzeczypospolitej Ludowej w latach 1954–1972.
Gromady, z gromadzkimi radami narodowymi (GRN) jako organami władzy najniższego stopnia na wsi, funkcjonowały od reformy reorganizującej administrację wiejską przeprowadzonej jesienią 1954 do momentu ich zniesienia z dniem 1 stycznia 1973, tym samym wypierając organizację gminną w latach 1954–1972.
Gromadę Szymanów siedzibą GRN w Szymanowie utworzono – jako jedną z 8759 gromad na obszarze Polski – w powiecie iłżeckim w woj. kieleckim, na mocy uchwały nr 13k/54 WRN w Kielcach z dnia 29 września 1954. W skład jednostki weszły obszary dotychczasowych gromad Szymanów, Anusin, Zofiówka (Gołębiów), Dąbrówka, Katarzynów i Jakubówka ze zniesionej gminy Lipsko, obszar dotychczasowej gromady Dąbrowska Wólka ze zniesionej gminy Ciepielów oraz wieś Struga z dotychczasowej gromady Wola Solecka ze zniesionej gminy Dziurków tymże powiecie. Dla gromady ustalono 12 członków gromadzkiej rady narodowej.
1 stycznia 1956 gromada weszła w skład nowo utworzonego powiatu lipskiego w tymże województwie.
31 grudnia 1961 gromadę zniesiono, a jej obszar włączono do nowo utworzonej gromady Lipsko.